# El Corte Inglés de la plaça de Catalunya
El Corte Inglés de la plaça de Catalunya és un gran magatzem del grup empresarial El Corte Inglés, situat a la plaça de Catalunya de Barcelona.

## Història i descripció

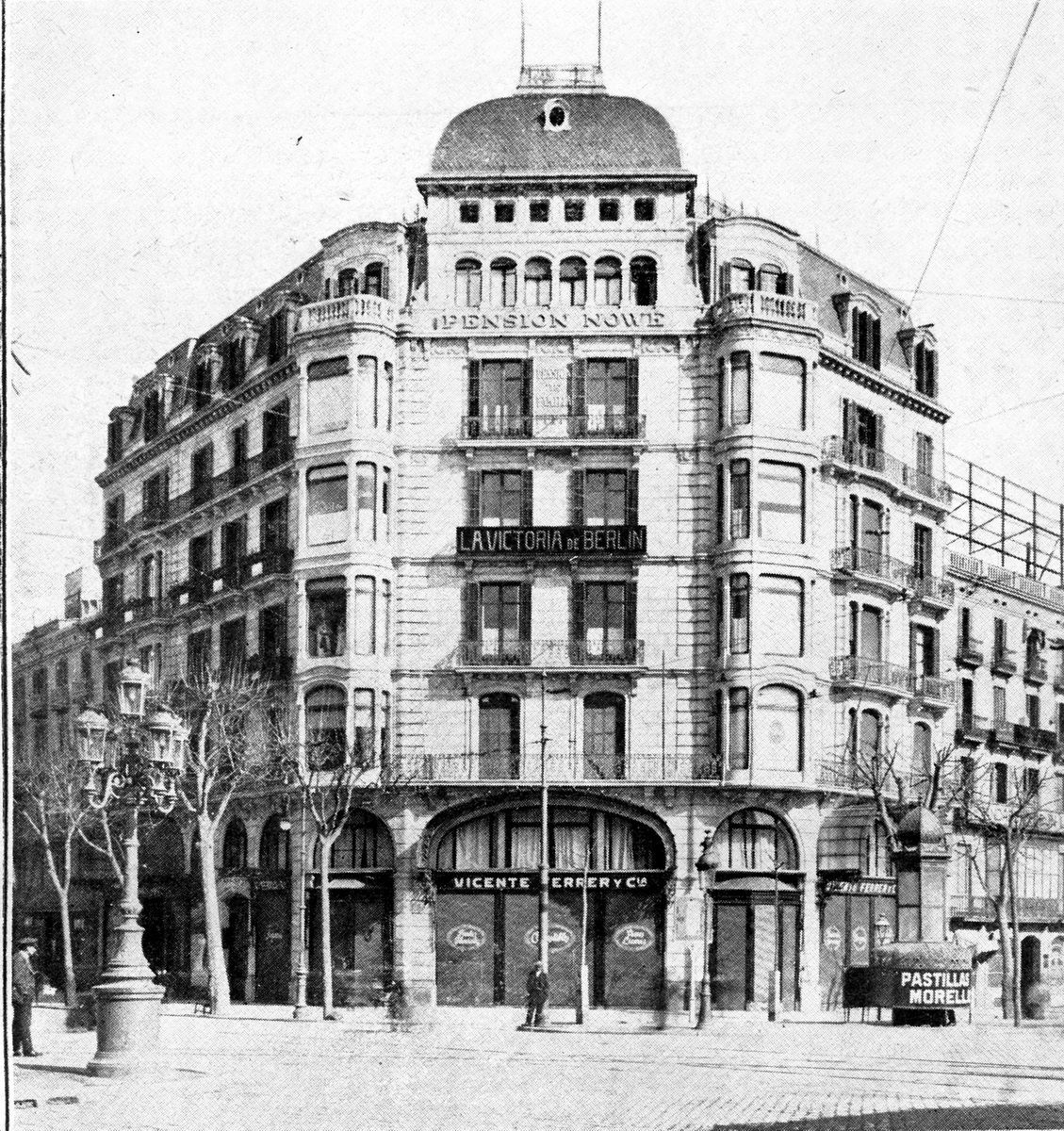
Casa Vicenç Ferrer (desapareguda)

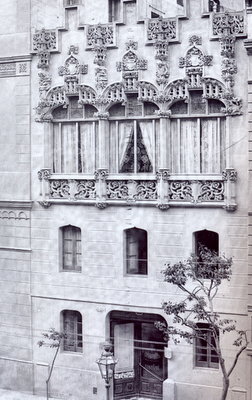
Tribuna de la Casa Sicart

Projectat per l'arquitecte Llorenç Garcia-Barbón, va ser inaugurat el 20 de setembre del 1962, coincidint amb les festes de la Mercè, i fou el segon centre d'aquesta empresa, després del que tenia al carrer de Preciados de Madrid. Inicialment, ocupava una parcel·la amb façana a la plaça de Catalunya, al costat del Casino Militar, i estava connectat amb un altre edifici de la ronda de Sant Pere, amb una superfície total de 15.865 m², i 425 treballadors.
Va tenir successives ampliacions a costa dels edificis adjacents, com ara la casa Vicenç Ferrer, projectada entre el 1912 i 1915 per l'arquitecte Salvador Vinyals al xamfrà de la Ronda de Sant Pere amb la plaça de Catalunya.
La darrera ampliació (1991), obra de MBM arquitectes (Martorell, Bohigas i Mackay), va suposar l'enderrocament de la casa Sicart, situada a la cantonada amb el carrer de Fontanella. Els arquitectes van reproduir a la nova façana una còpia en pedra artificial de la tribuna modernista, obra de l'arquitecte Antoni Maria Gallissà.
Té una superfície de prop de 66.000 m², amb 1.716 treballadors, i rep unes 50.000 persones al dia. Amb 2 soterranis, planta baixa i 9 pisos, el segon soterrani està destinat a aparcament, del primer soterrani a la planta vuitena estan destinats a venda, i la planta novena a restaurant i cafeteria panoràmica.